# 暗黒伝説
『暗黒伝説』（あんこくでんせつ）は、1990年9月7日に日本のビクター音楽産業から発売されたPCエンジン用横スクロールアクションゲーム。北米では『The Legendary Axe II』のタイトルで発売された。
同社の『魔境伝説』（1988年）の続編。主人公を操作し、国の跡目争いにより魔力を借りて強大な力を得た兄を倒し、世界を救出する事を目的としている。前作と同様の敵を倒しながらステージを進んでいくオーソドックスなアクションゲームではあるが、グラフィックや世界観はダークな雰囲気のものとなっている。
開発はアトラスおよびレッド・カンパニーが行い、プロデューサーは『鏡の国のレジェンド』（1989年）を手掛けた小森治信が担当しており、プログラムは前作に引き続き白谷守が担当、音楽は『熱血高校ドッジボール部 PC番外編』（1990年）を手掛けたすずきひろとしが担当、モンスター・デザインはイラストレーターの明貴美加が担当している。

## ゲーム内容
魔力を得た兄を倒すために、弟である主人公が塔へと潜入する内容となっている。前作と比較してグラフィックやBGMはダークな世界観となっている事が特徴である。
基本的には横スクロールだが縦にスクロールする場面もあり、4種類の武器を駆使してステージを進んでいく。

## スタッフ
- ゲーム・デザイン：KYON KYON
- プログラム：TSURUMOKU（白谷守）
- ドット・トランスレーション：つじじゅうろう
- 音楽：すずきひろとし
- モンスター・デザイン：RAOH OHASHI、明貴美加
- タイトル・デザイン：KINTAROH CHOGOH（阿部K助）、YAN SAKOGUCHI、BOKU KUBO、いけだよしふみ
- アイテム・デザイン：青木コブ太、みとみひかり
- マニュアル・デザイン：ページワン
- イラストレーター：M.IWASAKI
- スペシャル・サンクス：横山秀幸、MACCO（増子司）、くさのはじめ、もりぐちたけし、湯沢河童（湯沢一毅）、こばやしあけみ
- エグゼクティブ・プロデューサー：本多慧
- プロデューサー：小森治信
- コントローラー：吉岡賢

## 評価
- ゲーム誌『ファミコン通信』の「クロスレビュー」では合計23点（満40点）[4]、『PC Engine FAN』の読者投票による「ゲーム通信簿」での評価は以下の通りとなっており、17.31点（満30点）となっている[1]。また、この得点はPCエンジン全ソフトの中で464位（485本中、1993年時点）となっている。同雑誌1993年10月号特別付録の「PCエンジンオールカタログ'93」では、「難易度が高めなので、腕に自信のある人向き」と紹介されている[1]。

| 項目 | キャラクタ | 音楽 | 操作性 | 熱中度 | お買得度 | オリジナリティ | 総合  |
| 得点 | 2.98       | 3.06 | 2.96   | 2.69   | 2.77     | 2.85           | 17.31 |

- ゲーム本『懐かしゲーム機大百科 PCエンジン完全ガイド 1987-1999』では、ゲームバランスは前作同様に良好であるとしながらも、グラフィックやBGMに関しては「総じて暗く、だんだんと陰鬱な気持ちになってくるのが難点」と否定的に評価した[2]。また最後のボスである兄を倒した後のエンディングに関しても「嫌なオチ」であるとし、「最後の最後まで爽快感という言葉は無縁である」と否定的に評価した[2]。